# Koriri
Kokiri est une localité dans l’Île du Sud de la Nouvelle-Zélande.

## Situation
Elle est localisée sur le trajet du chemin de fer et qui avait une gare à proximité de la rivière Arnold dans l’ouest de l’Île du Sud , à 14 miles de Greymouth, et à 37 miles de la ville d’Otira, qui est le terminus de la ligne.
La ville est aussi située à 5 miles de la  jonction de Stillwater. Sa gare est à une altitude de 79 pieds au-dessus du niveau de la mer.
Le village est sur la berge ouest de la rivière Arnold, au niveau de la Maori Creek venant du conté de Grey (en) .

## Histoire
Kokiri devint au début du XXe siècle, un des principaux sites de l’industrie du bois et des scieries ayant à traiter des milliers de pieds de troncs d’arbre et en particulier de  pin blanc, qui étaient envoyés annuellement vers Greymouth pour l’exportation vers l’Australie en particulier pour faire des boites pour le beurre.
Le tramway forestier de Kokiri (en) et les scieries des frères Butler (William James Butler (en) et Joseph Butler (en)) et de  Mr Stratford, Blair, et compagnie donnaient du travail à un nombre considérable d’hommes .

## Installation
En 1906, il y avait une station de chemin de fer au niveau du centre-ville, une poste et un bureau du téléphone, une école publique et un hôtel. Quelques petites fermes dans la proximité, étaient tenues par certains des ouvriers de la scierie.
Pa ailleurs,au niveau du site de Gully , il y avait plusieurs mines d’or (maintenant fermées).
Le bush autours du centre-ville consistait principalement en pins argentés (en), pins blancs et rimu ou pins rouges, et des hêtres, appelés communément bouleaux.
Il y avait des jeux dans les environs et de la pêche au niveau de la rivière.
Au recensement de 1901, la population était de 103 habitants .